# 田頭しのぶ
田頭 しのぶ（たがしら しのぶ）は、日本の女性アニメーター、アニメ監督。青森県出身。

## 経歴
代々木アニメーション学院を卒業後、ゆめ太カンパニーに6年間所属する。所属期間の内5年間は動画検査を務めていた。退社後はフリーランスとなり、主に原画・動画・作画監督などの役職で多数の作品に参加するようになる。
テレビシリーズ『HUNTER×HUNTER』・第62話「クラピカ×仲間×クモの最期」で初の演出を手がけてからは作画のみならず絵コンテ・演出の役職で作品に参加することも増え、2003年にはOVA『HUNTER×HUNTER GREED ISLAND』で初のキャラクターデザインを務め、2013年には『DIABOLIK LOVERS』で自身初となるテレビアニメ作品の監督を務めた。

## 参加作品

### テレビアニメ
1993年
- 忍たま乱太郎（動画）
- バトルファイターズ 餓狼伝説2（動画）
- ムカムカパラダイス（1993年 - 1994年、動画）
- バトルスピリッツ 龍虎の拳（動画）

1994年
- ドラえもん（作画）
- 覇王大系リューナイト（動画）
- SAMURAI SPIRITS 〜破天降魔の章〜（動画）

1995年
- 鬼神童子ZENKI（動画チェック・動画）
- ナースエンジェルりりかSOS（1995年 - 1996年、動画）

1996年
- るろうに剣心 -明治剣客浪漫譚-（1996年版）（1996年 - 1998年、原画・動画チェック・動画）
- 地獄先生ぬ〜べ〜（1996年版）（1996年 - 1997年、動画）
- エルフを狩るモノたち（原画・動画）

1997年
- 少女革命ウテナ（原画・動画）

1998年
- LEGEND OF BASARA（原画）
- EAT-MAN'98（原画）
- SHADOW SKILL -影技-（原画）

1999年
- 魔術士オーフェン（原画）
- 快傑蒸気探偵団 TV ANIMATION SERIES（原画）
- 日本一の男の魂2（原画）
- 仙界伝 封神演義（原画）
- HUNTER×HUNTER（1999年 - 2001年、演出・作画監督・原画・動画）
- メダロット（1999年 - 2000年、原画）
- エデンズボゥイ（原画）
- 魔術士オーフェン Revenge（原画）

2001年
- 地球少女アルジュナ（原画）
- Z.O.E Dolores, i（原画）
- HELLSING（作画監督・原画・OP原画）
- FF：U 〜ファイナルファンタジー:アンリミテッド〜（原画）
- フルメタル・パニック!（原画）
- あぃまぃみぃ!ストロベリー・エッグ（原画）
- i-wish you were here-（作画監督）
- ヴァンドレッド the second stage（原画）

2002年
- アクエリアンエイジ Sign for Evolution（OPED原画）
- シスター・プリンセス RePure（絵コンテ・演出・作画監督）
- SAMURAI DEEPER KYO（OP原画）
- アベノ橋魔法☆商店街（原画）

2003年
- GAD GUARD（作画監督）
- D.C. 〜ダ・カーポ〜（キャラクターデザイン・総作画監督・作画監督・原画）

2004年
- ジパング（2004年 - 2005年、絵コンテ・作画監督）
- MONSTER（2004年 - 2005年、原画）

2005年
- うえきの法則（2005年 - 2006年、キャラクターデザイン・絵コンテ・作監・OP作監・ED絵コンテ/演出/原画）
- IGPX（2005年 - 2006年、原画）

2006年
- 少年陰陽師（2006年 - 2007年、キャラクターデザイン・作画監督・OP作監・ED絵コンテ/作監/原画）

2007年
- ロミオ×ジュリエット（絵コンテ）
- CODE-E（OP原画）
- もやしもん（絵コンテ）

2008年
- あまつき（キャラクターデザイン・総作画監督・絵コンテ・作画監督・原画・OPED作監）
- 全力ウサギ（絵コンテ・原画）

2009年
- 夢をかなえるゾウ（キャラクターデザイン・絵コンテ）
- 君に届け（絵コンテ）

2010年
- ぬらりひょんの孫（妖怪デザイン・絵コンテ・OP絵コンテ/演出）

2011年
- これはゾンビですか?（キャラクターデザイン・絵コンテ・OPED作監・OP原画）
- ぬらりひょんの孫 〜千年魔京〜（妖怪デザイン・絵コンテ）

2012年
- これはゾンビですか? オブ・ザ・デッド（キャラクターデザイン・絵コンテ・OPED作監・OP原画）
- 黒子のバスケ（ED絵コンテ/演出/作画）
- となりの怪物くん（絵コンテ）

2013年
- DIABOLIK LOVERS（監督・絵コンテ・演出・作画監督・原画・OPED絵コンテ/演出/原画）
- 東京レイヴンズ（絵コンテ）

2014年
- ヒーローバンク（2014年 - 2015年、絵コンテ・OP絵コンテ/演出/原画）
- それでも世界は美しい（絵コンテ）
- 少年ハリウッド -HOLLY STAGE FOR 49-（絵コンテ）

2015年
- 少年ハリウッド -HOLLY STAGE FOR 50-（絵コンテ・EDアニメーション）
- カードファイト!! ヴァンガードG（絵コンテ）
- NARUTO -ナルト- 疾風伝（2015年 - 2016年、絵コンテ）
- おそ松さん（2015年 - 2016年、絵コンテ）

2016年
- ディバインゲート（絵コンテ）
- 昭和元禄落語心中（絵コンテ）
- D.Gray-man HALLOW（絵コンテ・OP原画）
- 舟を編む（絵コンテ・演出・作画監督・原画）

2017年
- 弱虫ペダル NEW GENERATION（OP絵コンテ）
- ナナマル サンバツ（絵コンテ）
- おそ松さん（第2期、絵コンテ）

2018年
- 伊藤潤二『コレクション』（監督・キャラクターデザイン・絵コンテ・原画・第二原画・OP絵コンテ/演出/作画監督・ED絵コンテ/演出/作画）
- バキ（絵コンテ）

2020年
- プリンセスコネクト!Re:Dive（絵コンテ）
- GREAT PRETENDER（絵コンテ）
- アクダマドライブ（絵コンテ）
- おそ松さん（第3期、絵コンテ）

2021年
- 東京リベンジャーズ（絵コンテ）
- 王様ランキング（絵コンテ）

2023年
- 王様ランキング 勇気の宝箱（絵コンテ・演出・作画監督・原画）

2024年
- HIGH CARD（絵コンテ）

2025年
- 妃教育から逃げたい私（監督・キャラクターデザイン・プロップデザイン・2Dワークス・絵コンテ・演出・作画監督・原画・ED絵コンテ/演出/作画監督/原画）
- おそ松さん（第4期、絵コンテ）

### 劇場アニメ
1994年
- 餓狼伝説 -THE MOTION PICTURE-（動画）
- グスコーブドリの伝記（動画）

1995年
- スラムダンク 吠えろバスケットマン魂!! 花道と流川の熱き夏（動画）
- 美少女戦士セーラームーンSuperS セーラー9戦士集結!ブラック・ドリーム・ホールの奇跡（動画）

1997年
- るろうに剣心 -明治剣客浪漫譚- 維新志士への鎮魂歌（動画）

2000年
- デジモンアドベンチャー02 前編・デジモンハリケーン上陸!!／後編・超絶進化!!黄金のデジメンタル（原画）

2004年
- スチームボーイ（原画）

2006年
- 鉄コン筋クリート（原画）

2011年
- 劇場版 戦国BASARA -The Last Party-（原画）

2019年
- えいがのおそ松さん（絵コンテ）

### OVA
1998年
- DSアニメ総集編'98（動画）

1999年
- るろうに剣心 -明治剣客浪漫譚- 追憶編（原画）
- からくりの君（作画）

2001年
- R.O.D -READ OR DIE-（原画）

2002年
- 戦闘妖精雪風（原画）

2003年
- HUNTER×HUNTER GREED ISLAND（キャラクターデザイン） - 初キャラクターデザイン

2009年
- 少女ファイト（絵コンテ）

2010年
- “文学少女”メモワール（絵コンテ・演出・作画監督・原画・OPED絵コンテ/演出/原画）

2014年
- アオハライド「PAGE.13」（絵コンテ） - 原作単行本第12巻特装版同梱OAD

2015年
- ヒーローカンパニー（キャラクターデザイン） - 原作単行本第8巻特装版同梱OAD

2018年
- 伊藤潤二『コレクション』「富江」「富江PART2」（監督・キャラクターデザイン・絵コンテ・演出・作画監督）

### Webアニメ
- 範馬刃牙（2021年、絵コンテ）
- 伊藤潤二『マニアック』（2023年、監督・シリーズ構成・キャラクターデザイン[4]・絵コンテ・演出・作画監督・原画・プロップ設定・予告イラスト・サブタイトルデザイン・OPED絵コンテ/演出/作画監督/原画）
- 範馬刃牙（第2期、2023年、絵コンテ）

### ゲーム
- テイルズ オブ リバース（2004年、アニメーション原画）
- テイルズ オブ レジェンディア（2005年、アニメーション原画）
- My sweet ウマドンナ 〜僕は君のウマ〜（2011年、監督・キャラクターデザイン・絵コンテ・演出・作画監督・原画）
- My sweet ウマドンナ2 〜ウマすぐ Kiss Me〜（2012年、監督・キャラクターデザイン・絵コンテ・演出・原画）

### 小説
- FF：U 〜ファイナルファンタジー:アンリミテッド〜 双の絆（2002年、挿絵・イラスト）

### その他
- アイドリッシュセブン『NO DOUBT』ミュージックビデオ（2017年、監督・アニメーションキャラクターデザイン・絵コンテ・演出・作画監督・原画）